# Hydriomena sanfilensis
Hydriomena sanfilensis är en fjärilsart som beskrevs av Otto Staudinger 1915. Hydriomena sanfilensis ingår i släktet Hydriomena och familjen mätare. Inga underarter finns listade i Catalogue of Life.